# 达马河
达马河，位于中国云南省文山壮族苗族自治州中部，是南利河左岸支流，上游也称贵马河，发源于文山州砚山县阿猛镇南部的石缸山，东南流经广南县那洒镇贵马村，自那洒镇洪水沟起成为广南县与西畴县界河，最后于广南县篆角乡凉水井西南汇入南利河。河长51.4千米，落差884米，流域面积664.9平方千米。年均径流量3.32亿立方米。主要支流为那洒河、岔河等。